# Doug Boyle
Doug Boyle (Buckhurst Hill, 6 settembre 1962) è un chitarrista e compositore britannico noto prevalentemente per la sua permanenza nella band rock progressivo Caravan, e per le sue collaborazioni con Robert Plant e Nigel Kennedy.

## Biografia

### Inizi
Iniziata l'attività di musicista nel 1985, la prima grande occasione di Boyle fu suonare nella band di Robert Plant, della quale fu membro dal 1987 al 1992. Dal 1994 suona con Nigel Kennedy, mentre è entrato a far parte dei Caravan nel 1996, dopo aver vinto un provino. Rimase questa band fino al 2007, salvo poi farvi ritorno nel 2012.

### Altre band e carriera solista
Nel 1999 ha fondato, insieme a Nigel Kennedy, la band The Kennedy Experience, scioltasi poi nel 2012.
Nel 2000 incide il suo primo album solista, Lone Rider, in collaborazione con Chris Blackwell, mentre nel 2009 viene pubblicato il suo secondo album, The Third Rail.

## Discografia

### Album solisti
- 2000 - Lone Rider
- 2009 - The Third Rail

### Con i Caravan
- 1996 - All Over You
- 1999 - All Over You Too
- 2013 - Paradise Filter
- 2021 - It's None of Your Business

### Con altri musicisti
- 1988 - Robert Plant - Now and Zen
- 1990 - Robert Plant - Manic Nirvana
- 1993 - Robert Plant - Fate of Nations
- 2000 - Nigel Kennedy - Classic Kennedy
- 2003 - Robert Plant - Sixty Six to Timbuktu